# Peter Müller (ski alpin)
Pour les articles homonymes, voir Peter Müller et Müller.
Peter Müller, né le 6 octobre 1957 à Adliswil, est un skieur alpin suisse.

## Palmarès

### Jeux olympiques
| Édition / Épreuve   | Descente | Super G                          | Slalom géant | Slalom | Combiné                          |
| ------------------- | -------- | -------------------------------- | ------------ | ------ | -------------------------------- |
| JO 1980 Lake Placid | 4e       | Épreuve inexistante à cette date | —            | —      | Épreuve inexistante à cette date |
| JO 1984 Sarajevo    | Argent   | Épreuve inexistante à cette date | —            | —      | Épreuve inexistante à cette date |
| JO 1988 Calgary     | Argent   | —                                | —            | —      | —                                |

### Championnats du monde
| Édition / Épreuve                    | Descente | Super G                          | Slalom géant | Slalom | Combiné     |
| ------------------------------------ | -------- | -------------------------------- | ------------ | ------ | ----------- |
| Mondiaux 1978 Garmisch-Partenkirchen | 5e       | Épreuve inexistante à cette date | —            | —      | —           |
| JO 1980 Lake Placid                  | 4e       | Épreuve inexistante à cette date | —            | —      | —           |
| Mondiaux 1982 Schladming             | 5e       | Épreuve inexistante à cette date | —            | —      | —           |
| Mondiaux 1985 Bormio                 | Argent   | Épreuve inexistante à cette date | —            | —      | —           |
| Mondiaux 1987 Crans-Montana          | Or       | Abandon                          | —            | —      | Non-partant |
| Mondiaux 1989 Vail                   | Argent   | Abandon                          | —            | —      | —           |

### Coupe du monde
- Meilleur résultat au classement général : 4e en 1982, 1985 et 1986
  - Vainqueur de la coupe du monde de descente en 1979, 1980 et 1982
  - 24 victoires : 19 descentes, 2 super-G et 3 combinés
  - 51 podiums (codétenteur du record en descente avec Franz Klammer : 41 podiums)

#### Différents classements en coupe du monde
| Saison / Épreuve | Saison / Épreuve | Général | Général | Descente | Descente | Super-G | Super-G | Géant  | Géant  | Combiné | Combiné |
| ---------------- | ---------------- | ------- | ------- | -------- | -------- | ------- | ------- | ------ | ------ | ------- | ------- |
| Saison / Épreuve | Saison / Épreuve | Class.  | Points  | Class.   | Points   | Class.  | Points  | Class. | Points | Class.  | Points  |
| 1977             | 1977             | 24e     | 37      | 21e      | 5        | -       | -       | 16e    | 17     | -       | -       |
| 1978             | 1978             | 36e     | 13      | 18e      | 13       | -       | -       | -      | -      | -       | -       |
| 1979             | 1979             | 15e     | 72      | 1er      | 109      | -       | -       | 39e    | 2      | -       | -       |
| 1980             | 1980             | 9e      | 87      | 1er      | 96       | -       | -       | -      | -      | -       | -       |
| 1981             | 1981             | 5e      | 140     | 3e       | 95       | -       | -       | -      | -      | 3e      | 45      |
| 1982             | 1982             | 4e      | 132     | 1er      | 115      | -       | -       | -      | -      | 13e     | 17      |
| 1983             | 1983             | 7e      | 125     | 7e       | 71       | -       | -       | 15e    | -27    | 7e      | 27      |
| 1984             | 1984             | 24e     | 66      | 14e      | 42       | -       | -       | 30e    | 9      | 11e     | 15      |
| 1985             | 1985             | 4e      | 156     | 2e       | 105      | -       | -       | 46e    | 4      | 3e      | 52      |
| 1986             | 1986             | 4e      | 204     | 2e       | 115      | 5e      | 40      | -      | -      | 6e      | 49      |
| 1987             | 1987             | 9e      | 90      | 2e       | 105      | -       | -       | -      | -      | -       | -       |
| 1988             | 1988             | 9e      | 109     | 5e       | 90       | 19e     | 9       | -      | -      | 9e      | 10      |
| 1989             | 1989             | 12e     | 100     | 6e       | 79       | 18e     | 6       | -      | -      | 8e      | 15      |
| 1990             | 1990             | 107e    | 1       | -        | -        | 33e     | 1       | -      | -      | -       | -       |
| 1991             | 1991             | 63e     | 10      | 23e      | 10       | -       | -       | -      | -      | -       | -       |
| 1992             | 1992             | 81e     | 70      | 27e      | 70       | -       | -       | -      | -      | -       | -       |

#### Détail des victoires
| Saison / Épreuve | Descente                        | Super G         | Combiné                            | Total |
| 1979             | Villars-sur-Ollon               |                 |                                    | 1     |
| 1980             | Val Gardena Pra Loup Wengen II  |                 |                                    | 3     |
| 1981             | Val Gardena I                   |                 | Val Gardena / Madonna di Campiglio | 2     |
| 1982             | Whistler Aspen (X2)             |                 |                                    | 3     |
| 1983             |                                 | Val d'Isère     |                                    | 1     |
| 1985             | Aspen Panorama (en)             |                 | Garmisch                           | 3     |
| 1986             | Morzine II Åre Aspen            | Crans Montana I | / Val d'Isère/Crans Montana        | 5     |
| 1987             | Las Lenas I Furano Nakiska      |                 |                                    | 3     |
| 1988             | Bad Kleinkirchheim Beaver Creek |                 |                                    | 2     |
| 1989             | Val Gardena                     |                 |                                    | 1     |
| Total            | 19                              | 2               | 3                                  | 24    |

### Arlberg-Kandahar
- Vainqueur du Kandahar 1978 à Chamonix et 1985 à Garmisch